# Condado de Clay (Kentucky)
Predefinição:Info/Condado dos Etados Unidos
O Condado de Clay é um dos 120 condados do estado americano de Kentucky. A sede do condado é Manchester, e sua maior cidade é Manchester. O condado possui uma área de 1 220 km² (dos quais 0 km² estão cobertos por água), uma população de 24 556 habitantes, e uma densidade populacional de 8 hab/km² (segundo o censo nacional de 2000). O condado foi fundado em 1807.